# 維亞季捷里沃湖
56°14′47″N 28°25′54″E / 56.24639°N 28.43167°E
維亞季捷里沃湖（俄语：Вятитерьво），是俄羅斯的湖泊，位於該國西北部，由普斯科夫州負責管轄，處於謝別日區，面積1.7平方公里，集水區面積262.5平方公里，平均水深4.6米，最大水深10米。